# Золотов, Виктор Васильевич
Ви́ктор Васи́льевич Зо́лотов (род 27 января 1954, Сасово, Рязанская область, РСФСР, СССР) — российский военный и государственный деятель. Директор Федеральной службы войск национальной гвардии Российской Федерации — главнокомандующий войсками национальной гвардии Российской Федерации с 5 апреля 2016 года, генерал армии (2015). Герой Российской Федерации (2024).
Первый заместитель Министра внутренних дел — главнокомандующий внутренними войсками МВД России (2014—2016). Начальник Службы безопасности президента Российской Федерации — заместитель директора ФСО России (2000—2013).
После начала вторжения Российской Федерации на Украину был внесён в личный санкционный список всех стран Евросоюза, США, Великобритании и ряда других стран.

## Биография

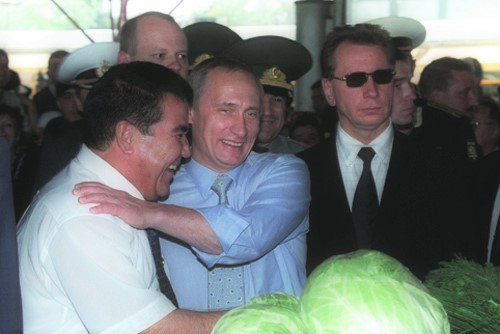
Начальник Службы безопасности президента России Виктор Золотов (на фото справа). Ашхабад, 2000 год

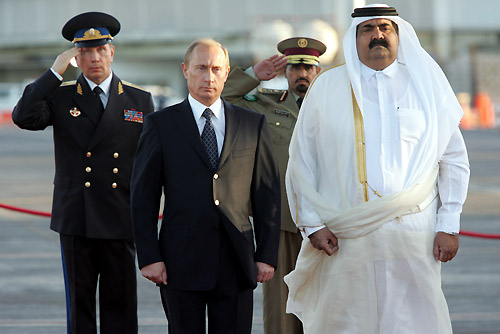
Виктор Золотов, Владимир Путин и шейх Хамад бин Халифа Аль Тани, Катар, 12 февраля 2007 года

Родился 27 января 1954 года в городе Сасово Рязанской области, в рабочей семье. Учился в школе № 106 города Сасово. Военную службу по призыву проходил в пограничных войсках КГБ СССР, член КПСС. После службы по призыву в пограничных войсках работал в ПО «ЗИЛ» г. Москва.
После продолжил службу в Девятом управлении КГБ СССР и далее в 1991 году в новой службе безопасности Президента РСФСР под руководством Александра Коржакова.
19 августа 1991 года был среди тех, кто охранял Президента РСФСР Бориса Ельцина во время его выступления с брони танка.
В конце 1991 года был нанят телохранителем мэра Санкт-Петербурга Анатолия Собчака. На этой работе познакомился с Владимиром Путиным, который в то время находился в должности заместителя мэра. Впоследствии сблизился с Путиным, стал принимать участие в спаррингах по боксу и дзюдо.
В 1996 году Золотов был уволен из ГУО России (ФСО России), некоторое время работал в охранном предприятии «Балтик-Эскорт» на должности личного телохранителя российского предпринимателя Романа Цепова.
В 1999 году после назначения Путина премьером вернулся на службу в личную охрану последнего. В 2000—2013 годах — начальник Службы безопасности президента Российской Федерации — заместитель директора Федеральной службы охраны Российской Федерации. Сменил на этой должности Анатолия Кузнецова. Генерал-полковник (2006).
Являлся председателем президиума общероссийской общественной организации «Российская Национальная Федерация Ояма Киокушинкай Карате-до».
В сентябре 2013 года назначен на должность заместителя главнокомандующего внутренними войсками МВД России.
12 мая 2014 года указом Президента Российской Федерации назначен первым заместителем Министра внутренних дел Российской Федерации — главнокомандующим внутренними войсками МВД России.
В августе 2015 года опубликованы сведения о доходах Золотова за 2014 год — более 6 млн рублей.
Воинское звание генерал армии присвоено указом президента Российской Федерации от 10 ноября 2015 года.

### Директор Национальной гвардии РФ
5 апреля 2016 года президент России назначил Золотова директором Федеральной службы войск национальной гвардии Российской Федерации — главнокомандующим войсками национальной гвардии Российской Федерации. Должность приравнена по статусу к федеральному министру. Золотов включён в состав Совета Безопасности Российской Федерации в качестве постоянного члена.
12 апреля 2016 года указом президента переведён в члены Совбеза.
По мнению историка спецслужб Бориса Володарского, Золотов входит в самый близкий круг Путина.

## Семья
Жена — Валентина Николаевна Золотова, родилась 14 сентября 1955 года, домохозяйка.
Дочь — Жанна Золотова, родилась 25 января 1976 года, замужем за продюсером Юрием Валерьевичем Чечихиным (родился 5 ноября 1976 года, продюсировал сериал «Воротилы» и фильм «Обстоятельства» 2008—2009 годов, с 2008 года — генеральный директор ОАО «Известия», сейчас — заместитель генерального директора по перспективному развитию Центра энергоэффективности Интер РАО ЕЭС).
Сын — Роман Золотов, родился 3 марта 1980 года, до 2014 года служил во вневедомственной охране. Также вместе с Чечихиным продюсировал фильмы, сыграл одну из главных ролей в 4-серийном фильме «Честь имею!..». В 2007—2015 годах работал заместителем генерального директора ФГУП «Охрана». С 2017 года является заместителем руководителя департамента физической культуры и спорта города Москвы.
Внук — Артём Чечихин, родился 25 июня 1999 года, детство провёл в Барвихе, живёт в Великобритании, учится в Cranleigh School в графстве Суррей.

## Задекларированные доходы и имущество
По данным налоговой декларации за 2014 год, официальный доход Золотова составил 6,5 млн руб., а супруги — 400 744 руб. В списке имущества значатся два земельных участка площадью 1,19 га и 0,4 га, а также два жилых дома — 275 и 1070 м², квартира площадью 189 м². Кроме того, вместе с супругой владеет по одной трети ещё одной квартирой площадью 179 м². Супруга владеет участком площадью 0,5 га.

## Санкции
6 апреля 2018 года Золотов включён в санкционный «Кремлёвский список» США в числе 17 чиновников и 7 бизнесменов из России, приближённых к Путину. 15 марта 2019 года Канада ввела санкции против Виктора Золотова из-за «агрессивных действий» России в Черном море и Керченском проливе, а также из-за аннексии Крыма.
2 марта 2021 года Евросоюз ввел ограничительные санкции «за произвольные аресты и задержания, а также за подавление протестов и демонстраций насильственным путем».
16 декабря 2022 года, на фоне вторжения России на Украину, внесён в санкционный список Евросоюза «за поддержку или реализацию действий или политики, которые подрывают или угрожают территориальной целостности, суверенитету и независимости Украины».
Ранее, 15 марта 2022 года был внесён в санкционный список США и Великобритании, Также находится под санкциями Японии, Украины, Австралии и Новой Зеландии.
30 сентября 2022 года под вторичные санкции США попали дети Золотова: дочь Жанна Золотова и сын Роман Золотов, Япония также присоединилась к санкциям.
В ходе российского нападения на Украину, по данным Human Rights Watch, согласно принципу командной ответственности, Золотов может быть причастен к совершению военных преступлений в ходе боёв и блокады Мариуполя, в частности за нападение, препятствие гуманитарной помощи и эвакуации, а также преступлений против человечности.

## Обвинения в коррупции
По данным редактора отдела расследований «Новой газеты» Романа Анина, в собственности Виктора Золотова несколько земельных участков, квартир, домов, источники средств для покупки которых неизвестны, а сын и зять Золотова владеют земельными участками в Барвихе суммарной стоимостью примерно 1,5 млрд руб, притом на одном из них находится самый дорогой дворец в этом населённом пункте.
18 октября 2018 года политик, основатель «Фонда борьбы с коррупцией» Алексей Навальный оценил стоимость недвижимости семьи Золотова в 3,5 миллиарда рублей.
23 августа 2018 года Навальный опубликовал на своём сайте расследование, в котором утверждалось, что руководство Росгвардии закупает для питания своих сотрудников продукты по завышенным ценам, где главным обвиняемым фигурировал Виктор Золотов. Вскоре после этого в ведомстве Росгвардии назвали это фальсификацией, посчитав расследование «неудавшимся экспериментом», в котором «скорее сознательно» не учитывались факторы производства товара. Спустя две недели глава Росгвардии Виктор Золотов выпустил своё видеообращение, в котором он вызвал Навального на дуэль и пообещал сделать из оппозиционера «сочную отбивную», указав, что основатель ФБК допустил в его отношении «оскорбительные клеветнические измышления», которые «не принято просто так прощать». По мнению одного из авторов газеты «Ведомости», руководитель Росгвардии тем самым допустил со своей стороны прямую угрозу применения силы в отношении своих оппонентов. По оценке супруги Алексея Навального Юлии, видеообращение Золотова к её супругу является угрозой всей семье.
18 сентября 2018 года о закупках обмундирования для войск национальной гвардии по завышенным ценам сообщило издание «Собеседник».
В начале октября 2018 года стало известно, что закупки ведомства, которое возглавляет Золотов, проверит военная прокуратура. Под свой личный контроль расследование взял Главный военный прокурор Валерий Петров.
1 октября 2018 года стало известно, что мясокомбинат «Дружба народов» подал в суд на Навального из-за расследования ФБК.
18 октября 2018 года Навальный, находившийся под арестом с 25 августа по 14 октября, принял вызов Золотова и выбрал место и «оружие»: дебаты в прямом эфире одного из федеральных телеканалов или на его YouTube-канале, дав Золотову неделю на ответ. Золотов 19 октября 2018 года отказался участвовать в дебатах, заявив, что приглашал Навального на «спортивное соревнование». 20 октября Золотов заявил, что Навального надо проверить на полиграфе.
11 декабря 2018 года Виктор Золотов подал в Люблинский суд Москвы иск к Навальному о защите чести, достоинства и деловой репутации. В связи с рядом нарушений при подаче иска он был оставлен судом без движения, а затем возвращён Золотову.

## Награды
- Герой Российской Федерации (2024)
- Орден Святого Георгия IV степени[56][57]

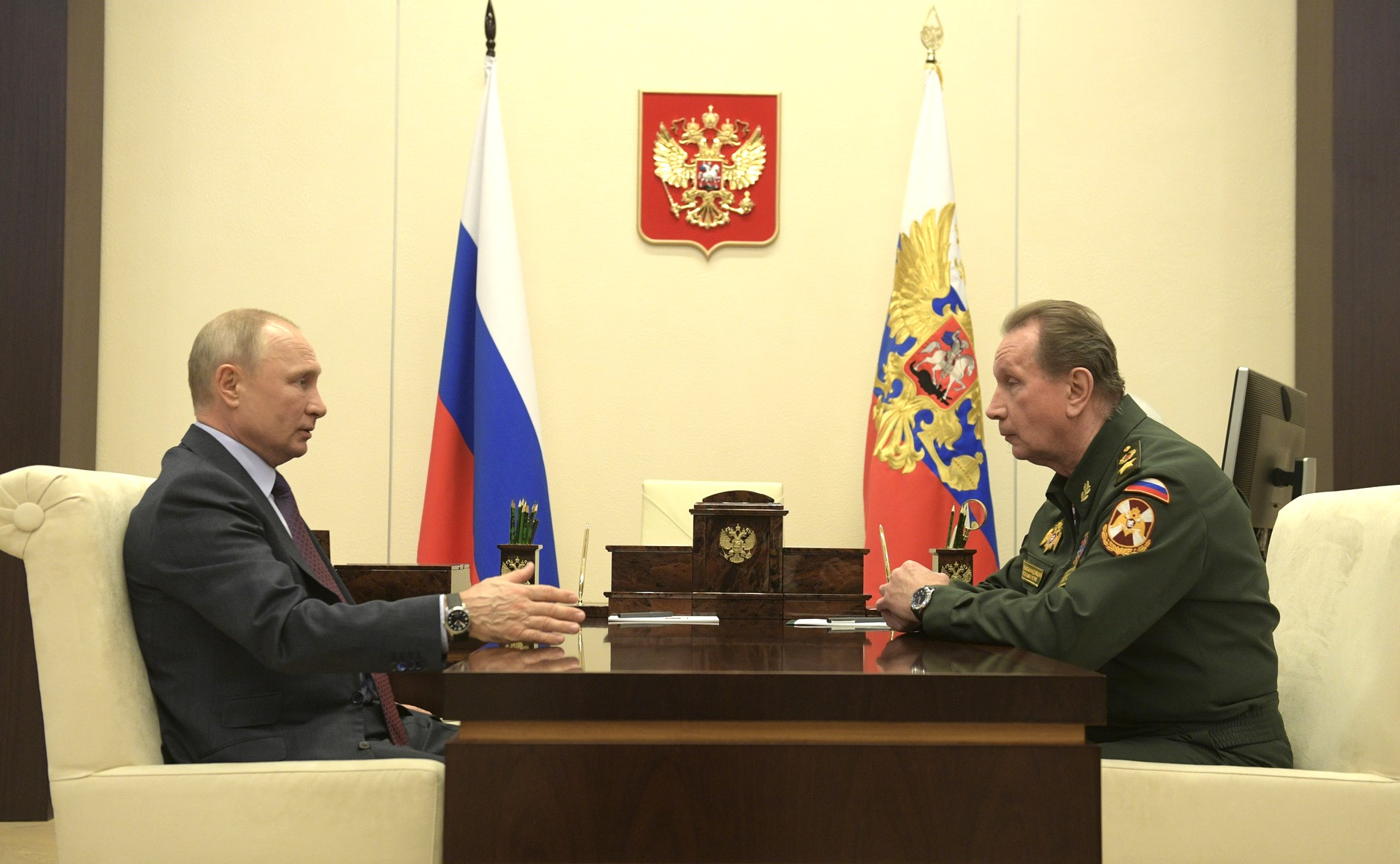
Президент РФ Владимир Путин и генерал армии Виктор Золотов, 6 мая 2020 года

- Ордена «За заслуги перед Отечеством» I (с мечами), III и IV степеней
- Орден Александра Невского
- 2 Ордена Мужества
- Орден «За военные заслуги»
- Орден Дружбы
- Заслуженный сотрудник органов государственной охраны Российской Федерации
- Орден имени Ахмата Кадырова (2016)[58]
- Патриарший знак «700-летие преподобного Сергия Радонежского» (28 июля 2014 года) — во внимание к трудам во благо Святой Церкви[59]
- Краповый берет — вручён 7 мая 2015 года по решению Совета военнослужащих внутренних войск МВД России, имеющих право ношения крапового берета[60]
- Почётный гражданин города Сасово[61]